# Liesbet Sommen
Liesbet Sommen (nascida a 13 de Abril de 1984) é uma política belga democrata-cristã e flamenga que foi eleita membro do Parlamento Europeu em 2024.
Sommen nasceu em 1984 em Turnhout. Reside em Sint-Katelijne-Waver, e tem dois filhos biológicos e três enteadas.